# Чёрные небеса
Черные небеса (фр. L'autre Monde) — франко-бельгийский психологический триллер, поставленный в 2010 году режиссёром Жилем Маршаном. Премьера ленты состоялась 16 мая 2010 года во внеконкурсной программе 63-го Каннского кинофестиваля.

## Сюжет
События в фильме происходят летом на юге Франции. Пара влюбленных — Гаспар и Марион, что уединились в пляжной кабинке для переодевания, отвлек от поцелуев звонок забытого кем-то мобильника. Движимый любопытством, Гаспар прочитал отправленные и принятые sms-сообщения, из которых ему стало известно, что владелица телефона, некая Сэм, собирается встретиться со своим знакомым по прозвищу «Дракон» в церкви на окраине города в каком-то важном деле.
Гаспар с Марион отправились в обусловленное место, и проследили за незнакомцами, которые, купив в супермаркете скотч и водопроводный шланг, поехали за город. В какой-то момент молодожены потеряли из виду пару но через некоторое время обнаружили в лесу машину, стоявшую с работающим двигателем, к выхлопной трубе которой был присоединен шланг, направленный в окно. Когда Марион с Гаспаром открыли дверь автомобиля, девушка ещё была жива, а «Дракон» уже не дышал.
Вскоре после этого загадочного события Гаспар решает сыграть в онлайн-игру «Black Hole», о которой также узнал из смс в найденном телефоне, но первая попытка была неудачной. Ещё через некоторое время Гаспар встречает у случайных знакомых спасенную им горе-самоубийцу. Краавица Одри заводит разговор о «Black Hole», но беседу прерывает брат девушки Венсан. Придя домой, Гаспар снова пытается войти в игру. Без ведома своей подруги, Гаспар создает профиль для входа в онлайн-мир, надеясь встретиться и решить загадку Одри, которая находит свои жертвы в виртуальной жизни и принуждает их покончить с собой в реальности. Гаспару предстоит пробраться до самых глубин «Black Hole», чтобы выяснить правду.